# Legge Severino
La legge 6 novembre 2012, n. 190 (nota anche come legge Severino dal nome del Ministro della giustizia del governo Monti, Paola Severino) è una legge della Repubblica Italiana in tema di prevenzione e repressione della corruzione.

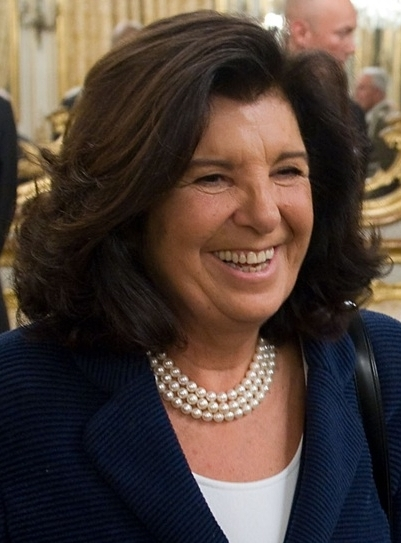
Paola Severino, principale autrice della legge.

I successivi decreti legislativi 235/2012, 33/2013 e 39/2013 furono emanati dal governo Monti.

## Storia
L'esigenza di una normativa apposita scaturì da alcuni studi compiuti dall'UE e dall'OCSE in materia di corruzione che stimavano un costo per lo Stato di 60 miliardi l'anno, pari al 3,8% del Pil (con una media UE dell'1%). In un rapporto, datato 2011, l'Italia figurava come il terzo paese OCSE più corrotto, con un punteggio CPI (Corruption Perception Index) pari a 6.1 subito dopo Messico e Grecia. Tra le soluzioni prefigurate, ve ne erano alcune affacciate nei lavori preparatori di trattati internazionali stipulati sotto l'egida delle Nazioni Unite e del Consiglio d'Europa.
In attuazione dell'articolo 6 della convenzione dell'Organizzazione delle Nazioni Unite contro la corruzione, adottata dalla Assemblea generale dell'ONU il 31 ottobre 2003 e ratificata ai sensi della legge 3 agosto 2009, n. 116, il governo Berlusconi IV varò il 1º maggio 2010 su proposta del Ministro della giustizia Angelino Alfano, un disegno di legge contenente misure per la prevenzione e la repressione della corruzione nella pubblica amministrazione italiana. L'iter di approvazione della legge - lungo e difficoltoso - terminò solo durante il governo Monti, che vi apportò alcune, sensibili, modifiche; l'iniziale opposizione, a queste ultime, de Il Popolo della Libertà fu sormontata dalle argomentazioni del nuovo Ministro della giustizia, che intervenne ripetutamente nel corso dell'iter parlamentare.

## Iter legislativo
L'iter di approvazione della legge fu lungo e travagliato; di seguito le varie fasi:
- 1º marzo 2010 – Il Consiglio dei ministri vara il ddl anticorruzione su proposta del ministro della giustizia Angelino Alfano;
- 15 giugno 2011 – Il Senato approva il disegno di legge con 145 sì, 119 no e 3 astenuti;
- 14 giugno 2012 – La Camera approva, modificandolo, il disegno di legge con 354 sì, 25 no e 102 astenuti;
- 17 ottobre 2012 – Il Senato approva, modificandolo ulteriormente, il disegno di legge con 256 sì, 7 no e 4 astenuti;
- 31 ottobre 2012 – La Camera approva in via definitiva il disegno di legge con 480 sì, 19 no e 25 astenuti;
- 6 novembre 2012 – Il Presidente della Repubblica Giorgio Napolitano firma la legge.

## Contenuto
La legge, oltre ad avere un contenuto dispositivo immediato, come l'obbligo per le pubbliche amministrazioni di redigere un piano di prevenzione per la corruzione e il conferimento alla CiVIT del ruolo di "Autorità nazionale anticorruzione", conferiva sette deleghe al governo italiano per redigere delle misure per la prevenzione e la repressione della corruzione nella pubblica amministrazione. Di queste deleghe solo quattro furono attuate, mentre le altre tre decaddero.
Alla legge venne data attuazione con l'emanazione di quattro decreti attuativi:
- il decreto legislativo 31 dicembre 2012, n. 235;
- il decreto legislativo 14 marzo 2013, n. 33;
- il decreto legislativo 8 aprile 2013, n. 39;
- il decreto del Presidente della Repubblica 16 aprile 2013, n. 62.

### Misure per la prevenzione della corruzione
Tra le misure principali si possono annoverare:
- la ridenominazione della "Commissione indipendente per la valutazione, la trasparenza e l'integrità delle amministrazioni pubbliche" (CiVIT) in "Autorità nazionale anticorruzione" (il ruolo era prima ricoperto dal Dipartimento della funzione pubblica);
- specifiche misure volte alla trasparenza dell'attività amministrativa, compresa l'attività relativa agli appalti pubblici e al ricorso ad arbitri, e nell'attribuzione di posizioni dirigenziali oltre a misure per l'assolvimento di obblighi informativi ai cittadini da parte delle pubbliche amministrazioni;
- una più stringente disciplina delle incompatibilità, del cumulo di impieghi e incarichi che possono essere conferiti ai dipendenti pubblici;
- la previsione dell'obbligo della rotazione dei dirigenti preposti agli uffici ove c'è maggior rischio di corruzione;
- la tutela dei dipendenti che segnalino illeciti alle autorità di vertice dell'amministrazione nella quale lavorino (cosiddetto fenomeno del whistleblower);
- la tutela del dipendente pubblico che denuncia o riferisce condotte illecite apprese in ragione del suo rapporto di lavoro;
- sono elencate le attività d'impresa particolarmente esposte al rischio di infiltrazione mafiosa ed è istituito presso ogni prefettura l'elenco dei fornitori non soggetti a tentativi di infiltrazione mafiosa;
- l'incremento del catalogo dei reati alla cui condanna consegue, per l'appaltatore, la risoluzione del contratto con una pubblica amministrazione;
- l'obbligo di adeguamento per le regioni e gli enti locali;
- una più restrittiva disciplina per i "fuori ruolo" per i magistrati e gli avvocati dello Stato. In particolare, è affermato l'obbligo del fuori ruolo per tutta la durata dell'incarico per i soggetti chiamati a svolgere funzioni apicali o semiapicali presso istituzioni, organi ed enti pubblici (anche internazionali). È affermata la durata massima decennale per il fuori ruolo, ma sono previste eccezioni;
- è reso più incisivo il giudizio di responsabilità amministrativa nei confronti del dipendente pubblico che ha causato un danno all'immagine della p.a.;
- nuove cause ostative alle candidature negli enti locali e nuovi casi di decadenza o sospensione dalla carica;
- misure organizzative da parte delle amministrazioni in caso di rinvio a giudizio di un dipendente per concussione per induzione;
- il reato di Traffico di influenze illecite.

### Modifiche al codice penale
La legge apporta le seguenti modifiche al codice penale italiano. Di seguito le principali:
- La pena per il peculato (articolo 314 c.p.), che prima andava da 3 a 10 anni di reclusione, va ora da 4 a 10 anni di reclusione.
- L'articolo 317 c.p. (concussione) è riscritto in modo che riguardi solo la concussione per costrizione e non più la concussione per induzione[5]. È inoltre previsto che sia punibile solo il pubblico ufficiale e non più l'incaricato di pubblico servizio che commette il reato del nuovo articolo (quest'ultima modifica è stata poi annullata dalla legge 27 maggio 2015 n. 69). La pena per la concussione, che prima andava da 4 a 12 anni di reclusione, va ora da 6 a 12 anni di reclusione. L'articolo 317, come riformulato dalla legge n. 190 del 2012, era il seguente:

«Art. 317 (Concussione) – Il pubblico ufficiale che, abusando della sua qualità o dei suoi poteri, costringe taluno a dare o a promettere indebitamente, a lui o a un terzo, denaro o altra utilità è punito con la reclusione da 6 a 12 anni»
- Le disposizioni dell'articolo 317-bis c.p. (pene accessorie), che prima riguardavano solo i reati di peculato e concussione, sono estese anche ai reati di corruzione propria e corruzione in atti giudiziari.
- Il reato di "corruzione per atti d'ufficio" (articolo 318 c.p.) è sostituito dal reato di "corruzione per l'esercizio della funzione", punito con la reclusione da 1 a 5 anni. Il nuovo articolo 318 recita quindi così:

«Art. 318 (corruzione per l'esercizio della funzione) – Il pubblico ufficiale che, per l'esercizio delle sue funzioni o dei suoi poteri, indebitamente riceve, per sé o per un terzo, denaro o altra utilità o ne accetta la promessa è punito con la reclusione da 1 a 5 anni»
- La pena per la corruzione per un atto contrario ai doveri d'ufficio (articolo 319 c.p.), che prima andava da 2 a 5 anni di reclusione, va ora da 4 a 8 anni di reclusione.
- La pena per la corruzione in atti giudiziari (articolo 319-ter c.p.), che prima andava da 3 a 8 anni di reclusione, va ora da 4 a 10 anni di reclusione.
- È costituito il nuovo articolo 319-quater c.p., che regola la concussione per induzione (sottratta all'articolo 317 c.p.), che è trasformata nel nuovo reato di "induzione indebita a dare o promettere utilità", punito con la reclusione da 3 a 8 anni. L'articolo 319-quater recita quindi così:

«Art. 319-quater (Induzione indebita a dare o promettere utilità). – Salvo che il fatto costituisca più grave reato, il pubblico ufficiale o l'incaricato di pubblico servizio che, abusando della sua qualità o dei suoi poteri, induce taluno a dare o a promettere indebitamente, a lui o a un terzo, denaro o altra utilità è punito con la reclusione da 3 a 8 anni.
Nei casi previsti dal primo comma, chi dà o promette denaro o altra utilità è punito con la reclusione fino a 3 anni»
- Viene riscritto l'articolo 320 c.p. (Corruzione di persona incaricata di un pubblico servizio). Il nuovo articolo recita quindi così:

«Art. 320 (Corruzione di persona incaricata di un pubblico servizio). – Le disposizioni degli articoli 318 e 319 si applicano anche all'incaricato di un pubblico servizio.
In ogni caso, le pene sono ridotte in misura non superiore a un terzo.»
- Viene riscritto l'articolo 322 c.p. (istigazione alla corruzione). Il nuovo articolo recita quindi così:

«Art. 322 (Istigazione alla corruzione). – Chiunque offre o promette denaro o altra utilità non dovuti a un pubblico ufficiale o a un incaricato di un pubblico servizio, per l'esercizio delle sue funzioni o dei suoi poteri, soggiace, qualora l'offerta o la promessa non sia accettata, alla pena stabilita nel primo comma dell'articolo 318, ridotta di un terzo.
Se l'offerta o la promessa è fatta per indurre un pubblico ufficiale o un incaricato di un pubblico servizio a omettere o a ritardare un atto del suo ufficio, ovvero a fare un atto contrario ai suoi doveri, il colpevole soggiace, qualora l'offerta o la promessa non sia accettata, alla pena stabilita nell'articolo 319, ridotta di un terzo.
La pena di cui al primo comma si applica al pubblico ufficiale o all'incaricato di un pubblico servizio che sollecita una promessa o dazione di denaro o altra utilità per l'esercizio delle sue funzioni o dei suoi poteri.
La pena di cui al secondo comma si applica al pubblico ufficiale o all'incaricato di un pubblico servizio che sollecita una promessa o dazione di denaro o altra utilità da parte di un privato per le finalità indicate dall'articolo 319.»
- Viene modificato l'articolo 322-bis c.p (Peculato, concussione, corruzione e istigazione alla corruzione di membri degli organi delle Comunità europee e di funzionari delle Comunità europee e di Stati esteri), in modo che riguardi anche il nuovo articolo 319-quater.
- Viene lievemente modificato l'articolo 322-ter c.p.(Confisca) di modo che riguardi, oltre al prezzo, anche il profitto del reato.
- La pena per l'abuso d'ufficio (articolo 323 c.p.), che prima andava da 6 mesi a 3 anni di reclusione, va ora da 1 a 4 anni di reclusione.
- Viene lievemente modificato l'articolo 323-bis c.p.(circostanza attenuante), di modo che riguardi anche il nuovo articolo 319-quater.
- È costituito il nuovo articolo 346-bis c.p., che punisce il nuovo reato di "traffico di influenze illecite". Il nuovo articolo recita quindi così:

«Art. 346-bis (Traffico di influenze illecite). – Chiunque, fuori dei casi di concorso nei reati di cui agli articoli 319 e 319-ter, sfruttando relazioni esistenti con un pubblico ufficiale o con un incaricato di un pubblico servizio, indebitamente fa dare o promettere, a sé o ad altri, denaro o altro vantaggio patrimoniale, come prezzo della propria mediazione illecita verso il pubblico ufficiale o l'incaricato di un pubblico servizio ovvero per remunerarlo, in relazione al compimento di un atto contrario ai doveri di ufficio o all'omissione o al ritardo di un atto del suo ufficio, è punito con la reclusione da 1 a 3 anni.
La stessa pena si applica a chi indebitamente dà o promette denaro o altro vantaggio patrimoniale.
La pena è aumentata se il soggetto che indebitamente fa dare o promettere, a sé o ad altri, denaro o altro vantaggio patrimoniale riveste la qualifica di pubblico ufficiale o di incaricato di un pubblico servizio.
Le pene sono altresì aumentate se i fatti sono commessi in relazione all'esercizio di attività giudiziarie.
Se i fatti sono di particolare tenuità, la pena è diminuita.»

### Modifiche al codice civile
Il reato di "infedeltà a seguito di dazione o promessa di utilità" (art. 2635 c.c.) è sostituito dal reato di "corruzione tra privati". Il nuovo articolo 2635 recita quindi così:
«Art. 2635 (corruzione tra privati). – Salvo che il fatto costituisca più grave reato, gli amministratori, i direttori generali, i dirigenti preposti alla redazione dei documenti contabili societari, i sindaci e i liquidatori, che, a seguito della dazione o della promessa di denaro o altra utilità, per sé o per altri, compiono o omettono atti, in violazione degli obblighi inerenti al loro ufficio o degli obblighi di fedeltà, cagionando nocumento alla società, sono puniti con la reclusione da 1 a 3 anni.
Si applica la pena della reclusione fino a 1 anno e 6 mesi se il fatto è commesso da chi è sottoposto alla direzione o alla vigilanza di uno dei soggetti indicati al primo comma.
Chi dà o promette denaro o altra utilità alle persone indicate nel primo e nel secondo comma è punito con le pene ivi previste.
Le pene stabilite nei commi precedenti sono raddoppiate se si tratta di società con titoli quotati in mercati regolamentati italiani o di altri Stati dell'Unione europea o diffusi tra il pubblico in misura rilevante ai sensi dell'articolo 116 del testo unico delle disposizioni in materia di intermediazione finanziaria, di cui al decreto legislativo 58/1998, e successive modificazioni.
Si procede a querela della persona offesa, salvo che dal fatto derivi una distorsione della concorrenza nella acquisizione di beni o servizi.»

### Deleghe al governo

#### Codice etico dei dipendenti pubblici
Delega al governo italiano a emanare un codice di comportamento dei dipendenti pubblici mediante un Decreto del Presidente della Repubblica, previa deliberazione del Consiglio dei ministri, su proposta del Ministro per la pubblica amministrazione e la semplificazione. Tale delega è stata attuata con il D.P.R. 62/2013.

#### Riordino della disciplina riguardante gli obblighi di pubblicità e trasparenza delle pubbliche amministrazioni
Delega al governo italiano a adottare, entro sei mesi dalla data di entrata in vigore della legge (entro il 28 maggio 2013), un decreto legislativo per il riordino della disciplina riguardante gli obblighi di pubblicità, trasparenza e diffusione di informazioni da parte delle pubbliche amministrazioni. Tale delega è stata attuata con il d.lgs. 33/2013: contro l'estensione degli obblighi di trasparenza - in esso previsti al comma 1 dell’art. 14, ivi inclusi i dati patrimoniali e reddituali, in passato previsti per i soli titolari di incarichi politici - anche ai titolari di incarichi dirigenziali, a qualsiasi titolo conferiti, è intervenuta un’ordinanza del TAR Lazio, sez. I-quater, n. 1030/2017 che, su ricorso presentato da dirigenti del Garante della privacy, ha sospeso le misure attuative dell'obbligo, che erano state assunte dall'ANAC.

#### Disciplina organica degli illeciti
Delega al governo italiano a emanare, entro sei mesi dalla data di entrata in vigore della legge (entro il 28 maggio 2013), un decreto legislativo per la disciplina organica degli illeciti, e relative sanzioni disciplinari, correlati al superamento dei termini di definizione dei procedimenti amministrativi. Tale delega non è stata attuata.

#### Incompatibilità ed inconferibilità di incarichi dirigenziali nella pubblica amministrazione
Delega al governo italiano ad adottare, entro sei mesi dalla data di entrata in vigore della legge (entro il 28 maggio 2013), uno o più decreti legislativi diretti a modificare la disciplina vigente in materia di attribuzione di incarichi dirigenziali e di incarichi di responsabilità amministrativa di vertice nelle Pubbliche Amministrazioni e negli enti di diritto privato sottoposti a controllo pubblico nonché a modificare la disciplina vigente in materia di incompatibilità tra i detti incarichi e lo svolgimento di incarichi pubblici elettivi o la titolarità di interessi privati che possano porsi in conflitto con l'esercizio imparziale delle funzioni pubbliche affidate. Tale delega è stata attuata con il d.lgs. 39/2013.

#### Incandidabilità dei condannati per reati non colposi
Delega al governo italiano ad adottare, entro un anno dalla data di entrata in vigore della legge (entro il 28 novembre 2013), un decreto legislativo recante un testo unico della normativa in materia di incandidabilità a tutte le cariche pubbliche elettive e di divieto di ricoprire le cariche di presidente e componente del consiglio di amministrazione di consorzi, dei consigli e delle giunte delle unioni di comuni, di aziende speciali e istituzioni nonché degli organi esecutivi delle comunità montane. Tale delega è stata attuata con il d.lgs. 235/2012.

#### Magistrati fuori ruolo
Delega al governo italiano a adottare, entro quattro mesi dalla data di entrata in vigore della legge (entro il 28 marzo 2013), un decreto legislativo per l'individuazione degli incarichi (ulteriori a quelli indicati nel comma 66) che comportano l'obbligatorio collocamento in posizione di fuori ruolo dei magistrati e avvocati dello Stato. Definita "norma Giachetti", dal nome del proponente in sede parlamentare, tale delega non è stata attuata.
La legge autorizza il governo italiano, entro un anno dalla entrata in vigore del decreto legislativo attuativo della delega precedente, a adottare disposizioni integrative o correttive del decreto legislativo stesso. Tale delega non è stata attuata.

## Decreti attuativi

### Decreto legislativo 235/2012
Il 6 dicembre 2012 il Consiglio dei Ministri emanò il d.lgs. 235/2012 ("Testo unico delle disposizioni in materia di incandidabilità e di divieto di ricoprire cariche elettive e di Governo conseguenti a sentenze definitive di condanna per delitti non colposi, a norma dell'articolo 1, comma 63, della legge 6 novembre 2012, n. 190"), in attuazione della delega di cui all'articolo 1, comma 63 della legge 190/2012.
I punti principali del decreto legislativo sono:
- Incandidabilità alle elezioni politiche per coloro che hanno riportato condanne definitive a pene superiori a due anni di reclusione.
- Accertamento dell'incandidabilità in occasione delle elezioni politiche da parte delle giunte elettorali competenti e cancellazione dalla lista dei candidati.
- Incandidabilità sopravvenuta nel corso del mandato elettivo parlamentare, comunicazione del giudice competente alla Camera di appartenenza e mancata proclamazione nei confronti del soggetto incandidabile se l'incandidabilità è sopravvenuta dopo la sua elezione e prima della proclamazione degli eletti.
- Incandidabilità di candidati con cancellazione dalla lista dei candidati e decadenza dei membri italiani del Parlamento europeo che hanno riportato condanne definitive a pene superiori a due anni di reclusione.
- Divieto di assunzione e svolgimento di incarichi di governo.
- Incandidabilità alle cariche elettive regionali e sospensione e decadenza di diritto per incandidabilità alle cariche regionali (sul punto la disciplina del decreto riproduce la preesistente, che risale al TUEL e, prima ancora, alla legge n. 55 del 1990).
- Cancellazione dalle liste per incandidabilità alle elezioni regionali.
- Incandidabilità alle elezioni provinciali, comunali e circoscrizionali (sul punto la disciplina del decreto riproduce la preesistente, che risale al TUEL e, prima ancora, alla legge n. 55 del 1990).
- Sospensione e decadenza di diritto degli amministratori locali in condizione di incandidabilità (sul punto la disciplina del decreto riproduce la preesistente, che risale al TUEL e, prima ancora, alla legge n. 55 del 1990).
- Cancellazione dalle liste per incandidabilità alle elezioni provinciali, comunali e circoscrizionali.
- Durata dell'incandidabilità di 6 anni anche in assenza della pena accessoria, e nel caso di abuso di potere aumentata di 1/3.
- La sentenza di riabilitazione ai sensi degli articoli 178 e seguenti del codice penale, è l'unica causa di estinzione anticipata dell'incandidabilità e ne comporta la cessazione per il periodo di tempo residuo. La revoca della sentenza di riabilitazione comporta il ripristino dell'incandidabilità per il periodo di tempo residuo.
- Incandidabilità sopravvenuta nel corso del mandato elettivo parlamentare (ex art 3 dgl 235/2012). Qualora una causa di incandidabilità di cui all'articolo 1 sopravvenga o comunque sia accertata nel corso del mandato elettivo, la Camera di appartenenza delibera ai sensi dell'articolo 66 della Costituzione. Questo articolo prevede che ciascuna Camera giudica dei titoli di ammissione dei suoi componenti e delle cause sopraggiunte di ineleggibilità e di incompatibilità.

### Decreto legislativo 33/2013
Il 22 gennaio 2013 il Consiglio dei Ministri varò il d.lgs. 33/2013 ("Riordino della disciplina riguardante gli obblighi di pubblicità, trasparenza e diffusione di informazioni da parte delle pubbliche amministrazioni"), in attuazione della delega di cui all'articolo 1, comma 35 della legge 190/2012.
I punti principali del decreto legislativo sono:
- Viene istituito l'obbligo di pubblicità: delle situazioni patrimoniali di politici, e parenti entro il secondo grado; degli atti dei procedimenti di approvazione dei piani regolatori e delle varianti urbanistiche; dei dati, in materia sanitaria, relativi alle nomine dei direttori generali, oltre che agli accreditamenti delle strutture cliniche.
- Viene data una definizione del principio generale di trasparenza: accessibilità totale delle informazioni che riguardano l'organizzazione e l'attività delle PA, allo scopo di favorire forme diffuse di controllo sul perseguimento delle funzioni istituzionali e sull'utilizzo delle risorse pubbliche.

Il provvedimento ha infatti lo scopo di consentire ai cittadini un controllo democratico sull'attività delle amministrazioni e sul rispetto, tra gli altri, dei principi costituzionali di eguaglianza, imparzialità, buon andamento, responsabilità, efficacia ed efficienza dell'azione pubblica.
- La pubblicazione dei dati e delle informazioni sui siti istituzionali diventa lo snodo centrale per consentire un'effettiva conoscenza dell'azione delle PA e per sollecitare e agevolare la partecipazione dei cittadini. Per pubblicazione si intende la diffusione sui siti istituzionali di dati e documenti pubblici e la diretta accessibilità alle informazioni che contengono da parte degli utenti.
- Si stabilisce il principio della totale accessibilità delle informazioni. Il modello di ispirazione è quello del Freedom of Information Act statunitense, che garantisce l'accessibilità di chiunque lo richieda a qualsiasi documento o dato in possesso delle PA, salvo i casi in cui la legge lo esclude espressamente (es. per motivi di sicurezza).
- Si prevede che il principio della massima pubblicità dei dati rispetti le esigenze di segretezza e tutela della privacy. Il provvedimento stabilisce che i dati personali diversi dai dati sensibili e dai dati giudiziari possono essere diffusi attraverso i siti istituzionali e possono essere trattati in modo da consentirne l'indicizzazione e la tracciabilità con i motori di ricerca. È previsto l'obbligo di pubblicazione dei dati sull'assunzione di incarichi pubblici e si individuano le aree in cui, per ragioni di tutela della riservatezza, non è possibile accedere alle informazioni.
- Viene introdotto un nuovo istituto: il diritto di accesso civico. Questa nuova forma di accesso mira ad alimentare il rapporto di fiducia tra cittadini e PA e a promuovere il principio di legalità (e prevenzione della corruzione). In sostanza, tutti i cittadini hanno diritto di chiedere e ottenere che le PA pubblichino atti, documenti e informazioni che detengono e che, per qualsiasi motivo, non hanno ancora divulgato.
- Si disciplina la qualità delle informazioni diffuse dalle PA attraverso i siti istituzionali. Tutti i dati formati o trattati da una PA devono essere integri, e cioè pubblicati in modalità tali da garantire che il documento venga conservato senza manipolazioni o contraffazioni; devono inoltre essere aggiornati e completi, di semplice consultazione, devono indicare la provenienza ed essere riutilizzabili (senza limiti di copyright o brevetto).
- Si stabilisce la durata dell'obbligo di pubblicazione: 5 anni che decorrono dal 1º gennaio dell'anno successivo a quello in cui decorre l'obbligo di pubblicazione e comunque fino a che gli atti abbiano prodotto i loro effetti (fatti salvi i casi in cui la legge dispone diversamente).
- Si prevede l'obbligo per i siti istituzionali di creare un'apposita sezione – “Amministrazione trasparente” – nella quale inserire tutto quello che stabilisce il provvedimento.
- Viene disciplinato il Piano triennale per la trasparenza e l'integrità – che è parte integrante del Piano di prevenzione della corruzione – e che deve indicare le modalità di attuazione degli obblighi di trasparenza e gli obiettivi collegati con il piano della performance.
- Altre disposizioni riguardano la pubblicazione dei curricula, degli stipendi, degli incarichi e di tutti gli altri dati relativi al personale dirigenziale e la pubblicazione dei bandi di concorso adottati per il reclutamento, a qualsiasi titolo, del personale presso le PA”.

### Decreto legislativo 39/2013
Il 21 marzo 2013 il Consiglio dei Ministri varò il d.lgs. 39/2013 ("Disposizioni in materia di inconferibilità e incompatibilità di incarichi presso le pubbliche amministrazioni e presso gli enti privati in controllo pubblico, a norma dell'articolo 1, commi 49 e 50, della legge 6 novembre 2012, n. 190"), in attuazione della delega di cui all'articolo 1, commi 49 e 50 della legge 190/2012.
Il decreto legislativo stabilisce una serie articolata e minuziosa di cause di inconferibilità e incompatibilità (con obbligo in questo secondo caso di scegliere, a pena di decadenza, entro il termine perentorio di 15 giorni, tra l'uno e l'altro incarico) con riferimento alle seguenti tipologie di incarichi:
- incarichi amministrativi di vertice (ad esempio, segretario dell'ente locale o direttore);
- incarichi dirigenziali o di responsabilità, interni e esterni, nelle pubbliche amministrazioni e negli enti di diritto privato in controllo pubblico;
- incarichi di amministratore di ente di diritto privato in controllo pubblico.

Queste le fattispecie previste:
- Inconferibilità di incarichi in caso di condanna per reati contro la pubblica amministrazione, anche con sentenza non passata in giudicato;
- Inconferibilità di incarichi a soggetti provenienti da enti di diritto privato regolati o finanziati;
- Inconferibilità di incarichi a componenti di organo politico di livello regionale e locale;
- Incompatibilità tra incarichi e cariche in enti di diritto privato regolati o finanziati nonché tra gli stessi incarichi e le attività professionali;
- Incompatibilità tra incarichi amministrativi di vertice e cariche di componenti degli organi di indirizzo nelle amministrazioni statali, regionali e locali;
- Incompatibilità tra incarichi dirigenziali interni e esterni e cariche di componenti degli organi di indirizzo nelle amministrazioni statali, regionali e locali;
- Incompatibilità tra incarichi di amministratore di ente di diritto privato in controllo pubblico e cariche di componenti degli organi di indirizzo politico nelle amministrazioni statali, regionali e locali;
- Incompatibilità tra incarichi di direzione nelle Aziende sanitarie locali e cariche di componenti degli organi di indirizzo politico nelle amministrazioni statali, regionali e locali.

Il responsabile del piano anticorruzione di ciascuna amministrazione pubblica verifica che siano rispettate le disposizioni del decreto in esame, segnalando i casi di possibile violazione all'Autorità nazionale anticorruzione, all'Autorità garante della concorrenza e del mercato ai fini dell'esercizio delle funzioni di cui alla legge 20 luglio 2004, n. 215, nonché alla Corte dei conti, per l'accertamento di eventuali responsabilità amministrative. Un eventuale provvedimento di revoca dell'incarico amministrativo di vertice o dirigenziale conferito al soggetto responsabile del piano anticorruzione, comunque motivato, è comunicato all'Autorità nazionale anticorruzione che, entro 30 giorni, può formulare una richiesta di riesame qualora rilevi che la revoca sia correlata alle attività svolte in materia di prevenzione della corruzione; decorso tale termine, la revoca diventa efficace. 
Ciò premesso, occorre analizzare con attenzione il dato normativo in esame alla luce dei principi sopra richiamati, alla ricerca della soluzione interpretativa più corretta.

### Decreto del Presidente della Repubblica 62/2013
Il 16 aprile 2013 il Presidente della Repubblica Giorgio Napolitano, in seguito alla deliberazione del Consiglio dei Ministri, firmò il D.P.R. 62/2013 ("Regolamento recante codice di comportamento dei dipendenti pubblici, a norma dell'articolo 54 del decreto legislativo 165/2001"), in attuazione della delega di cui all'articolo 1, comma 44 della legge 190/2012. Il decreto presidenziale istituisce il nuovo codice etico dei dipendenti pubblici.
Tra le disposizioni del codice le principali sono:
- il divieto per il dipendente di chiedere regali, compensi o altre utilità, nonché il divieto di accettare regali, compensi o altre utilità, salvo quelli d'uso di modico valore (non superiore a 150 euro) – anche sotto forma di sconto. I regali e le altre utilità comunque ricevuti sono immediatamente messi a disposizione dell'Amministrazione per essere devoluti a fini istituzionali;
- la comunicazione del dipendente della propria adesione o appartenenza ad associazioni e organizzazioni (esclusi partici politici e sindacati) i cui ambiti di interesse possano interferire con lo svolgimento delle attività dell'ufficio;
- la comunicazione, all'atto dell'assegnazione all'ufficio, dei rapporti diretti o indiretti di collaborazione avuti con soggetti privati nei 3 anni precedenti e in qualunque modo retribuiti, oltre all'obbligo di precisare se questi rapporti sussistono ancora (o sussistano con il coniuge, il convivente, i parenti e gli affini entro il secondo grado);
- l'obbligo per il dipendente di astenersi dal prendere decisioni o svolgere attività inerenti alle sue mansioni in situazioni di conflitto di interessi anche non patrimoniali, derivanti dall'assecondare pressioni politiche, sindacali o dei superiori gerarchici;
- la tracciabilità e la trasparenza dei processi decisionali adottati (che dovrà essere garantita attraverso un adeguato supporto documentale);
- il rispetto dei vincoli posti dall'amministrazione nell'utilizzo del materiale o delle attrezzature assegnate ai dipendenti per ragioni di ufficio, anche con riferimento all'utilizzo delle linee telematiche e telefoniche dell'ufficio;
- gli obblighi di comportamento in servizio nei rapporti e all'interno dell'organizzazione amministrativa;
- per i dirigenti, l'obbligo di comunicare all'amministrazione le partecipazioni azionarie e gli altri interessi finanziari che possono porli in conflitto d'interesse con le funzioni che svolgono; l'obbligo di fornire le informazioni sulla propria situazione patrimoniale previste dalla legge; il dovere, nei limiti delle loro possibilità, di evitare che si diffondano notizie non vere sull'organizzazione, sull'attività e sugli altri dipendenti.

È infine assicurato il meccanismo sanzionatorio per la violazione dei doveri di comportamento.

## Il dibattito sull'applicazione del d.lgs. 235/2012
Varie sono state le critiche rivolte al decreto, adombrandone l'incostituzionalità o la violazione della CEDU, con gli argomenti qui di seguito enunciati.

### Differenza tra l'incandidabilità/decadenza e sospensione da incarichi elettivi
Sotto il primo profilo (incandidabilità/decadenza), la norma è stata applicata per la prima volta per i candidati alle elezioni politiche del 2013 e per le elezioni regionali successive all'entrata in vigore della legge; il primo ricorso giurisdizionale, avanzato dal candidato escluso dalla competizione elettorale molisana, è stato respinto in via definitiva dalla sentenza del Consiglio di Stato Sez. V, 6 febbraio 2013, n. 695, che non ravvisò gli estremi neppure per porre la questione incidentale alla Corte costituzionale.
L'interessato ha interposto ricorso alla Corte europea dei diritti dell'uomo.
Il contenzioso è proseguito il 27 novembre 2013, quando la decadenza è stata applicata nei confronti del leader del PDL e Forza Italia ed ex presidente del consiglio, senatore Silvio Berlusconi, che era stato condannato a 4 anni di reclusione (di cui 3 condonati con l'indulto) il 1º agosto e a una pena accessoria di due anni di interdizione ai pubblici uffici: in conseguenza di ciò, il suo seggio in Senato è stato attribuito al primo dei non eletti, Ulisse Di Giacomo. Silvio Berlusconi aveva definito la legge "anticostituzionale" già in Senato, con la richiesta di affidare alla Corte costituzionale le questioni della sua legittimità, supportate dalle opinioni pro veritate di sei giuristi da lui incaricati di esaminare la "Severino". Malgrado la richiesta del senatore Enrico Buemi di affidarsi al più solido fondamento della pena dell'interdizione, di imminente irrogazione, la Giunta e l'Assemblea del Senato scelsero di applicare il decreto n. 235. Anche in questo caso è stato annunciato il deposito di un ricorso alla Corte di Strasburgo: vi si invoca il principio della irretroattività che nella CEDU è previsto all'articolo 7 e che la Costituzione italiana, all'articolo 25, prevede espressamente solo per le sanzioni penali.
Sotto l'altro profilo (sospensione automatica), proseguendo l'applicazione della precedente normativa che risaliva alla legge n. 55 del 1990, l'applicazione del decreto n. 235 ha portato:
- alla perdita del seggio, già ad agosto del 2013, per 37 consiglieri, di cui 17 regionali e 20 provinciali e comunali[21];
- il 2 novembre 2013 alla sospensione automatica di un presidente di una provincia in carica: Armando Cusani, presidente della provincia di Latina, sospeso dopo esser stato condannato in primo grado a un anno e 8 mesi con sospensione della pena per abuso d'ufficio per fatti risalenti al 2003[22], unitamente al sindaco di Sperlonga[23];
- il 28 marzo 2014 la sospensione è stata applicata per la prima volta nei confronti di un presidente di una regione, Giuseppe Scopelliti del Nuovo Centrodestra condannato a sei anni di reclusione[24] per abuso e falso e all'interdizione perpetua dai pubblici uffici[25] per fatti risalenti quando era sindaco di Reggio Calabria[26];
- nell'ottobre 2014, il decreto Severino è stata applicata anche per il caso del sindaco di Napoli, Luigi De Magistris, ma su ricorso di quest'ultimo il TAR Campania ha sospeso il provvedimento prefettizio di applicazione della legge Severino[27], in attesa della pronuncia della Corte Costituzionale a cui sono stati inviati gli atti per valutare la costituzionalità o meno degli artt. 10 e 11 del decreto legislativo 235/2012[28]. La medesima decisione – di caducazione degli effetti della sospensione prefettizia, con conseguente reintegro del sindaco nella funzione – ha assunto il Tribunale civile di Napoli nel giugno 2015, dopo che con regolamento di giurisdizione le Sezioni Unite civili della Corte di cassazione avevano sottratto la potestà decisionale ai TAR attribuendola ai giudici civili;
- un secondo caso di rimessione alla Corte costituzionale è stato sollevato dalla Corte d'appello di Bari nel gennaio 2015 nel caso di un consigliere regionale pugliese[29];
- un terzo caso di rimessione alla Corte costituzionale, il 22 luglio 2015, è stato quello del presidente della Regione Campania Vincenzo De Luca[30], dopo che la sua sospensione – disposta dal prefetto – era stata poi caducata, quanto meno in sede cautelare, dal Tribunale civile di Napoli;
- un quarto caso, del luglio 2015, è quello della sospensione del sindaco di Pietrasanta Mallegni[31], il quale ha preannunciato ricorso al tribunale ordinario di Firenze[32]; il ricorso è stato effettivamente accolto, quanto meno in sede cautelare[33], dal Tribunale civile di Firenze.

L'esigenza cautelare sottesa alla previsione della sospensione dall'esercizio di uffici elettivi ricoperti per diretta investitura popolare "è passata indenne al vaglio della Corte costituzionale in almeno quattro sentenze": anche la sentenza n. 236/2015 della Corte costituzionale ha respinto questa doglianza.
Eppure, la frequente polemica colpisce la presunta disparità di trattamento tra la decadenza inflitta a Berlusconi e le mancate sospensioni che hanno riguardato i sindaci di Napoli e Salerno. Il Governo, comunque, si è difeso affermando che la pubblica amministrazione è tenuta ad applicare la legge, spettando soltanto all'autorità giurisdizionale valutare, caso per caso, se sospendere tale applicazione.
Un secondo motivo di perplessità è la diversità di titoli edittali dei reati che danno luogo all'incandidabilità/decadenza da un lato ed alla sospensione automatica dall'altro: in particolare, si è giudicata irragionevole la possibilità che l'abuso d'ufficio desse luogo alla (sola) sospensione: ma anche qui la giurisprudenza costituzionale, definitivamente cristallizzata dalla sentenza 295/1994, non ha dato adito a pronunce adesive ed ha escluso ogni sospetto di irragionevolezza.
(Corte Costituzionale, sentenza 4-13 luglio 1994, n°295 (rel. Ferri))

### Diritto intertemporale
In seguito alla condanna definitiva a quattro anni di reclusione inflitta dalla Corte di cassazione a Silvio Berlusconi il 30 luglio 2013 e all'avvicinarsi del voto per la sua decadenza da senatore da parte della giunta delle elezioni e delle immunità parlamentari, il PDL espresse dubbi circa l'applicazione delle misure decadenziali previste dalla legge a un soggetto colpito da condanna per reati commessi prima della sua entrata in vigore. Un diverso ordine di doglianze, sia pure per questioni intertemporali, è stato evidenziato dal sindaco di Napoli De Magistris, secondo cui l'applicazione della misura sospensiva al suo mandato elettivo, a seguito di condanna di primo grado, non considerava che la sua candidatura a tale carica era avvenuta prima della entrata in vigore del decreto n. 235.
In ogni caso, la valutazione si interseca con il principio di irretroattività della legge penale e con la lettura che se ne dà in rapporto alla sanzione interdittiva, soprattutto se questo tipo di misura si legge come connotata di un valore afflittivo.
La sentenza n. 236/2015 della Corte costituzionale ha respinto questa doglianza.

### Differenza tra mandato elettivo parlamentare e mandato elettivo locale
In campagna elettorale nella regione Campania è emersa la tesi della disparità di trattamento tra sindaci e parlamentari, fondata sulle diverse previsioni del decreto n. 235. Sia pure in un regime caratterizzato da automatismi meno incisivi (non era prevista l'operatività della misura anche a seguito di condanne precedenti alla legge), la Corte costituzionale, in sentenza 29 ottobre 1992, n. 407, aveva però già dichiarato, in ordine alle cause di ineleggibilità e di decadenza previste dalla legge per gli eletti a livello locale, che "non appare configurabile, sul piano della disparità di trattamento, un raffronto tra la posizione dei titolari di cariche nelle regioni e negli enti locali e quella dei membri del Parlamento e del Governo, essendo evidente il diverso livello istituzionale e funzionale degli organi costituzionali (…) certamente non può ritenersi irragionevole la scelta operata dal legislatore di dettare le norme impugnate con esclusivo riferimento ai titolari di cariche elettive non nazionali".

### Riserva di giurisdizione
Come per tutti i diritti civili e politici, di cui alla parte prima della Costituzione, è stato sostenuto che anche all'elettorato passivo sia applicabile da un lato il principio della riserva di legge e dall'altro il principio della riserva di giurisdizione per comprimerlo o limitarlo: l'automaticità che ispira l'applicazione delle misure previste dal decreto n. 235, quindi, sottrarrebbe al giudice investito della cognizione penale la possibilità di modulare la misura al caso concreto al suo esame.

### Sentenze della Corte Costituzionale
Il 20 ottobre 2015 la Corte Costituzionale (sentenza 236/2015) respinge il ricorso presentato dal Sindaco di Napoli Luigi de Magistris, il quale accusava di incostituzionalità il decreto nel punto in cui prevedeva l'applicazione della norma anche alle vicende giudiziarie avviate prima della legge stessa. Secondo i giudici costituzionali la sospensione non va considerata come una sanzione, ma come una tutela degli organi elettivi e dell'ordine pubblico e pertanto non è soggetta alle norme sulla retroattività.
Il 5 ottobre 2016 la Corte Costituzionale (sentenza 276/2016) respinge i ricorsi presentati dal Presidente della Campania Vincenzo de Luca e dal consigliere regionale della Puglia Fabiano Amati, i quali accusavano il decreto di eccesso di delega da parte del Governo Monti e di disparità di trattamento tra i parlamentari e gli amministratori locali. La Corte ribadisce che non vi fu eccesso di delega e che la oggettiva diversità di status e di funzioni dei parlamentari rispetto ai consiglieri e agli amministratori degli enti territoriali quindi non consente di configurare una disparità di trattamento.

### Riferimenti normativi
- Legge 6 novembre 2012, n. 190 - Disposizioni per la prevenzione e la repressione della corruzione e dell'illegalità nella pubblica amministrazione (Legge Severino).
- Decreto legislativo 31 dicembre 2012, n. 235, in materia di "Testo unico delle disposizioni in materia di incandidabilita' e di divieto di ricoprire cariche elettive e di Governo conseguenti a sentenze definitive di condanna per delitti non colposi, a norma dell'articolo 1, comma 63, della legge 6 novembre 2012, n. 190."
- Novità legislative: L. 6 novembre 2012, n. 190 recante "Disposizioni per la prevenzione e la repressione della corruzione e dell'illegalità nella pubblica amministrazione" (PDF), su cortedicassazione.it, 15 novembre 2012. URL consultato il 26 febbraio 2022 (archiviato dall'url originale il 3 ottobre 2013). Analisi della legge Severino sul sito della Corte di cassazione.
- Convegno “Un tagliando per il decreto Severino“ Mondoperaio, 08/04/2015